# Peugeot 403
La 403 è una vettura di classe medio-alta prodotta dal 1955 al 1967 dalla casa francese Peugeot. Fu la prima vettura della casa francese a superare il milione di esemplari venduti, la prima vettura francese a montare ufficialmente un diesel prodotto in grande serie e anche la prima Peugeot con carrozzeria disegnata da Pininfarina.

## Storia e profilo

### Genesi del modello
Il progetto destinato alla realizzazione della futura 403 fu avviato già nel 1950 con l'intento di diversificare la gamma Peugeot, che dal 1948 era costituita solamente da un unico modello, vale a dire la 203. All'orizzonte si stavano profilando i primi studi automobilistici condotti da diverse case automobilistiche per vetture di serie con carrozzeria ponton a parafanghi integrati e a tre volumi. Alcuni modelli, come l'Alfa Romeo 1900, erano addirittura stati appena lanciati. Anche molti atelier automobilistici stavano già considerando da qualche tempo i possibili sbocchi commerciali di berline da famiglia a tre volumi. Dal canto suo Peugeot aveva l'esigenza di produrre un nuovo modello più elegante, dalle doti di abitabilità sensibilmente migliorate e che, almeno inizialmente andasse a porsi un gradino più in alto rispetto alla 203, pur condividendo con quest'ultima gran parte della base meccanica. Anche la capacità del bagagliaio doveva essere incrementata per conferire un valore aggiunto ai requisiti di praticità che una vettura da famiglia doveva necessariamente possedere.
Peugeot si rivolse così a quello che già all'epoca era uno dei più rinomati carrozzieri europei, vale a dire Pininfarina. La stampa specializzata dell'epoca catturò nella seconda metà del 1954 i primi esemplari quasi definitivi durante i consueti test su strada.
Per la produzione si scelse come stabilimento quello di Sochaux, già impiegato per la produzione della 203, che dovette essere ampliato per poter ospitare anche le nuove linee di produzione; venne quindi rilevato un nuovo lotto di terreno da 30 000 m², di cui 18 000 destinati alla produzione della carrozzeria, 10 000 alla sua verniciatura e ai rivestimenti degli interni e 2 000 alla produzione dei componenti specifici.
La presentazione ufficiale avvenne il 20 aprile 1955 al Trocadéro di Parigi. Nella storia della casa francese, la 403 rappresenta una tappa assai importante: si tratta della prima vettura destinata anche all'esportazione su vasta scala.

#### Design esterno e interno

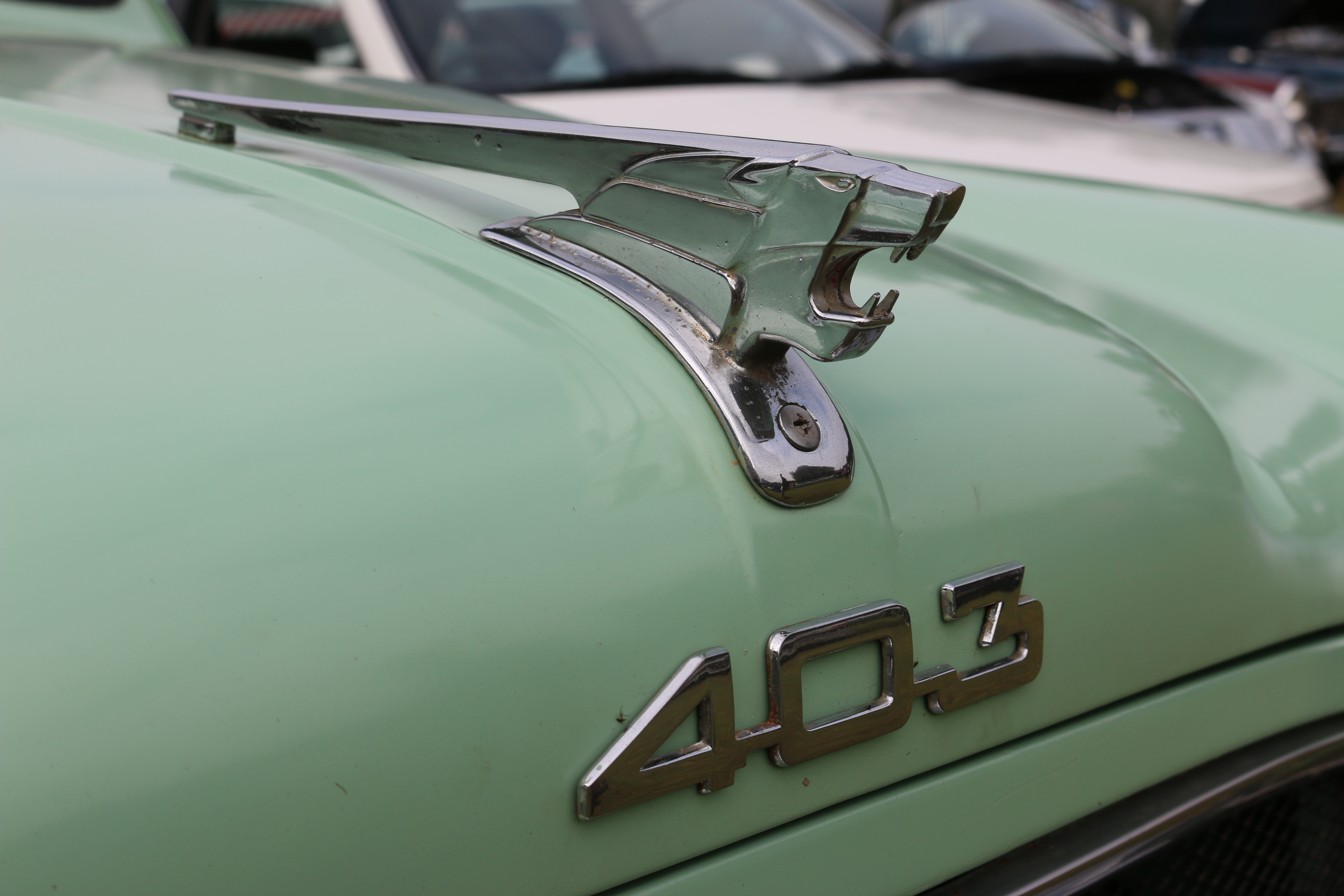
Il Leone Rampante sul cofano

Rispetto alla 203, la 403 era caratterizzata da un corpo vettura a tre volumi dalle forme arrotondate e risultava più profilata rispetto alle classiche berline prodotte fino a quel momento. La linea era un susseguirsi di temi curvilinei, che partivano dal frontale, con cofano dotato di uno stemma del Leone Rampante sulla sua sommità, con calandra ovale e fari tondi, e terminavano nella coda, piuttosto sfuggente e spiovente, e caratterizzata dai piccoli fari tondi posteriori. Di questi ultimi, quello sinistro poteva essere sollevato a mo' di coperchio incernierato sul lato posteriore e sotto di esso si trovava il bocchettone per il rifornimento di carburante. Sempre nella zona della coda, i massicci montanti posteriori erano dotati di bacchette direzionali (le frecce a lampeggiante sarebbero arrivate un anno e mezzo dopo). Un'altra caratteristica esterna era data dal tetto apribile, disponibile di serie fin dall'inizio.

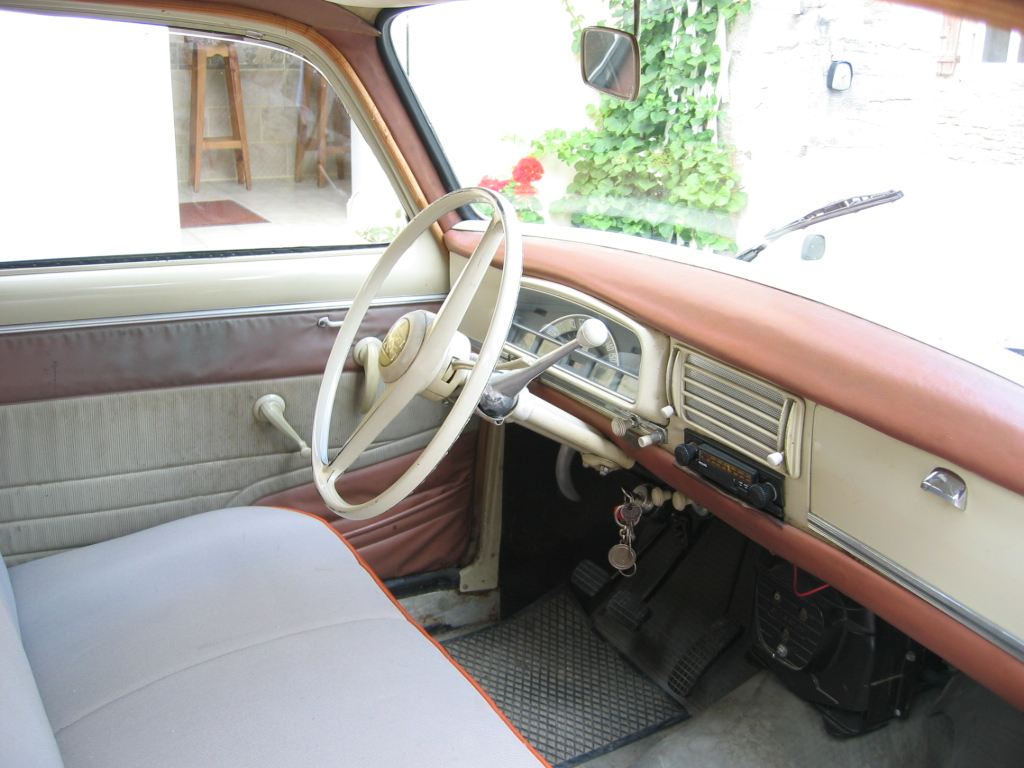
Gli interni

L'abitacolo, piuttosto classico nell'impostazione generale, era caratterizzato però da alcune soluzioni abbastanza innovative e particolari, come per esempio l'intera plancia rivestita di materiale morbido, in maniera tale da attutire le conseguenze per i due occupanti dei posti anteriori in caso di impatto frontale. Si trattava in pratica di una rudimentale soluzione per la sicurezza passiva ed è stata la prima volta che un espediente del genere veniva adottato in un'automobile. Il resto della plancia era caratterizzato dalla presenza del grande vano portaoggetti sulla destra, affiancato dal posacenere, dalla mascherina per la griglia di ventilazione e dal tachimetro semicircolare subito dietro il volante a due razze, quest'ultimo dotato di clacson circolare tutt'intorno alla sua corona; anche il conducente poteva disporre di un posacenere, appena sotto il volante stesso, sulla sinistra.
L'abitacolo, rispetto a quelle della 203, era più luminoso grazie al sensibile aumento delle superfici vetrate ed era anche più spazioso grazie all'aumento del passo di oltre 8 cm e allo spostamento del motore più in avanti. I sedili erano tutti rivestiti in tessuto grigio, e davano posto a cinque persone.
Migliorata anche la capienza del bagagliaio per il quale era disponibile a richiesta anche un set di valigie specifiche che andavano ad adattarsi allo spazio del vano bagagli nonostante la presenza della ruota di scorta.

#### Struttura, meccanica e motori
Come la 203, anche la 403 era caratterizzata da una struttura a scocca portante in acciaio, una soluzione che stava via via diffondendosi in Europa proprio durante la prima metà degli anni cinquanta, poiché garantiva già all'epoca una maggior rigidità unita a un sensibile risparmio di peso. L'architettura meccanica era classica per quei tempi, con motore in posizione anteriore longitudinale e trazione posteriore.

La meccanica telaistica era ripresa da quella della 203, si ritrovano l'avantreno a ruote indipendenti con balestra trasversale e ammortizzatori a leva, e il retrotreno ad assale rigido con molle elicoidali e ammortizzatori idraulici. Quanto all'impianto frenante, esso era di tipo idraulico Lockheed, ed erano presenti quattro tamburi da 255 mm di diametro, ma senza servoassistenza, così come lo sterzo, del tipo a cremagliera.

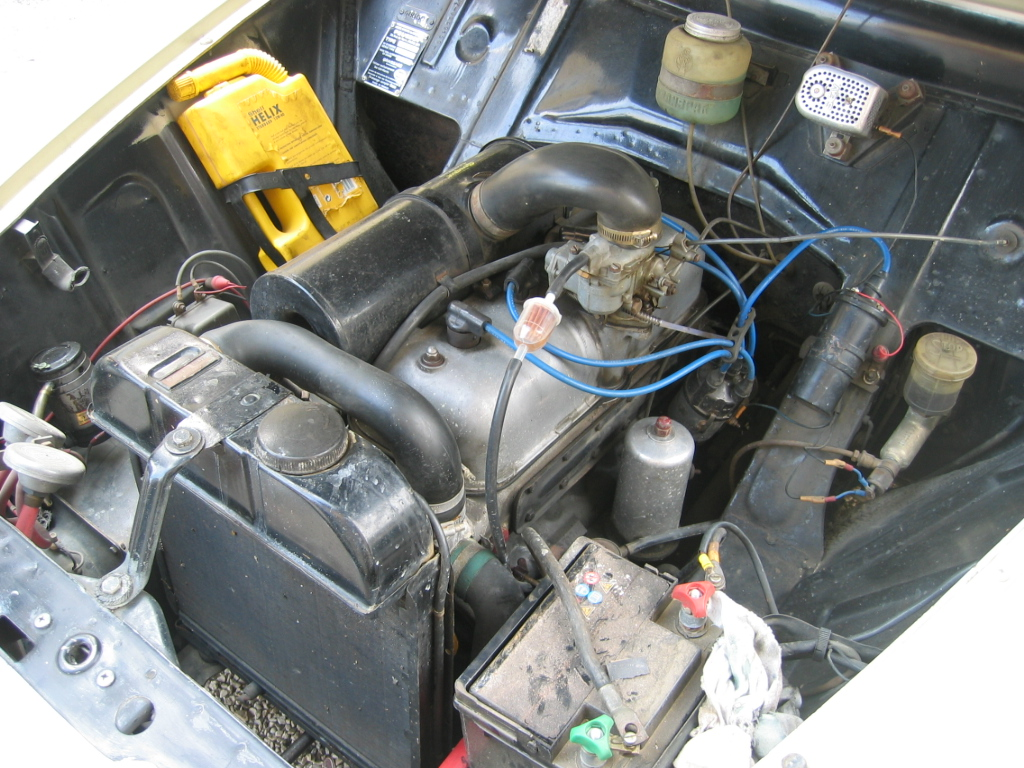
Il motore TN3

Il motore proposto al debutto era l'unità TN3 da 1468 cm³, derivato direttamente da quello della 203. La potenza del propulsore era di 58 CV, sufficienti a garantire una velocità massima di 135 km/h.
La trasmissione si avvale di un cambio a 4 marce, delle quali la più alta era una marcia di riposo e la terza era in presa diretta, mentre la frizione era del tipo monodisco e il ponte posteriore era a vite senza fine.

### Evoluzione
Alla sua presentazione fu proposta nel solo allestimento Luxe: riscosse un gran successo di critiche, merito della sua linea riuscita e della qualità costruttiva, che le valse il primo posto in una graduatoria stilata all'epoca da una rivista francese dell'epoca in seguito a un sondaggio condotto su un campione di 600 persone. In breve, gli ordini piovvero sempre più fitti, a tal punto da allungare le liste di attesa fino a quasi un anno e a tal punto da costringere la casa francese a rimandare l'ampliamento della gamma con altri modelli perché non ci si poteva permettere di condividere le linee di montaggio della berlina con altre versioni.
Alla fine del 1955 venne presentata una variante di base caratterizzata da un allestimento semplificato in quanto priva del tettuccio apribile e del bracciolo posteriore. Contemporaneamente, le versioni Luxe ricevettero uno specchietto di cortesia sotto l'aletta parasole destra, mentre il dispositivo lavavetri poté ora contare su due ugelli anziché uno solo.
Le prime varianti di carrozzeria non arrivarono che al salone dell'automobile di Parigi del 1956, un anno e mezzo dopo la presentazione della berlina. Nella cornice della kermesse parigina furono svelate al pubblico la 403 Familiale e la 403 cabriolet. Per quanto riguarda la prima, si trattava di una versione break a tre vetri laterali nata sul pianale allungato della normale berlina. L'allungamento dell'interasse di 23 cm ha permesso alla nuova vettura di poter accogliere tre file di sedili, cosicché poté dar posto fino a 7 persone (oppure 8 persone di taglia leggera); possedeva anche un portellone con lunotto integrato che permetteva un più facile accesso ai bagagli anche dall'interno. Una preserie di versioni Familiale aveva già cominciato a essere prodotta nel mese di aprile, ma il modello definitivo non esordì che a settembre.

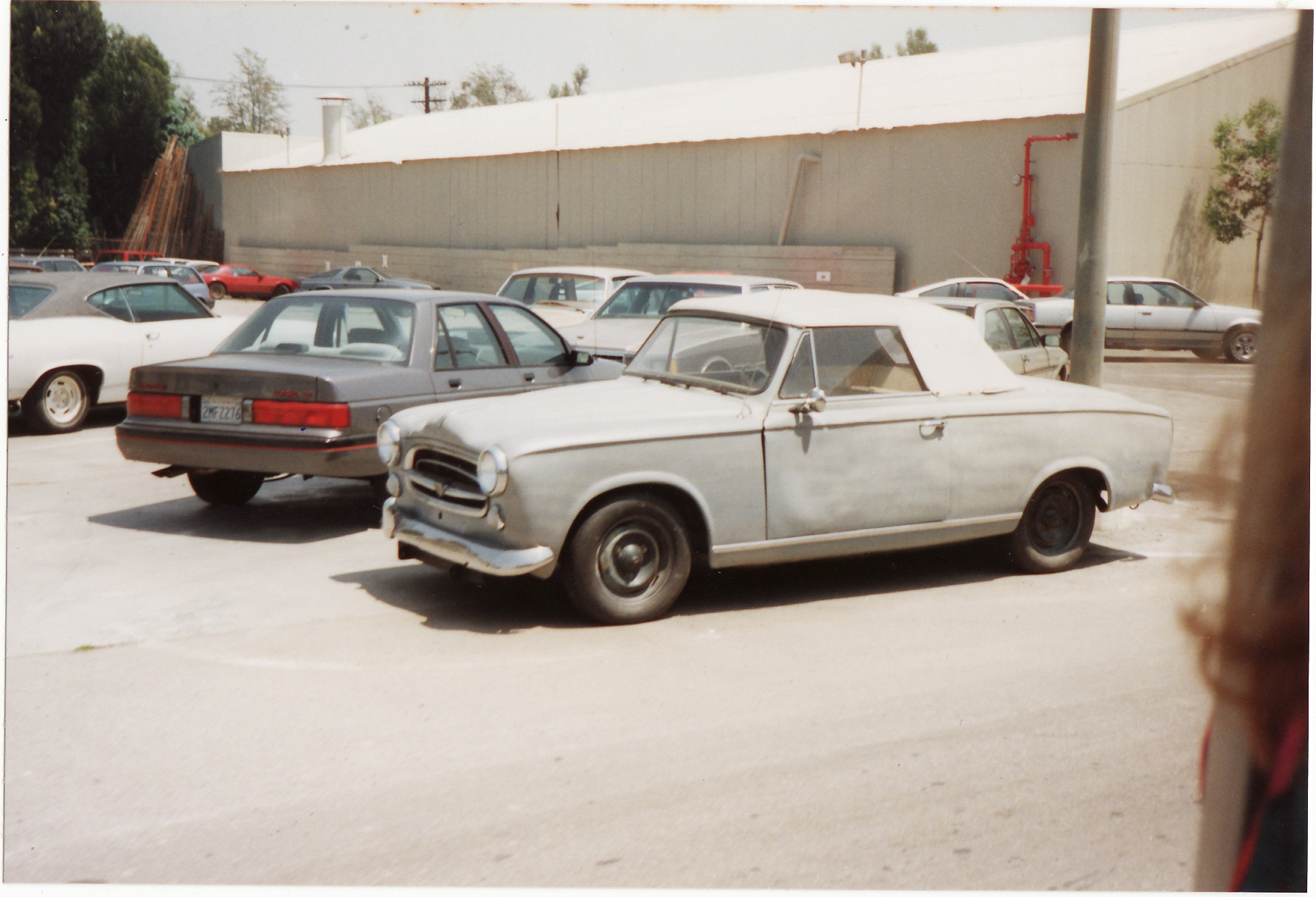
La Peugeot 403 Cabriolet del Tenente Colombo

La cabriolet, più particolare e più costosa, ebbe una diffusione molto più ridotta rispetto alla berlina o anche alla stessa Familiale. La cabriolet di serie era sempre firmata da Pininfarina, anche se i primi dieci esemplari di preserie vennero realizzati da un carrozziere francese, Marcel Portout. Questi esemplari differivano per alcuni particolari da quella che sarebbe stata la versione definitiva. 
Meccanicamente l'unica differenza stava nella potenza del motore, salita da 58 a 60 CV. Dal punto di vista dell'allestimento era più lussuosa della berlina Luxe, visto che i sedili erano rivestiti in cuoio, mentre i tappetini erano in moquette anziché in gomma. Molti anni dopo la sua uscita di produzione, la 403 Cabriolet sarebbe divenuta una star del cinema, grazie alla sua comparsa in più occasioni nelle puntate televisive della serie Colombo.

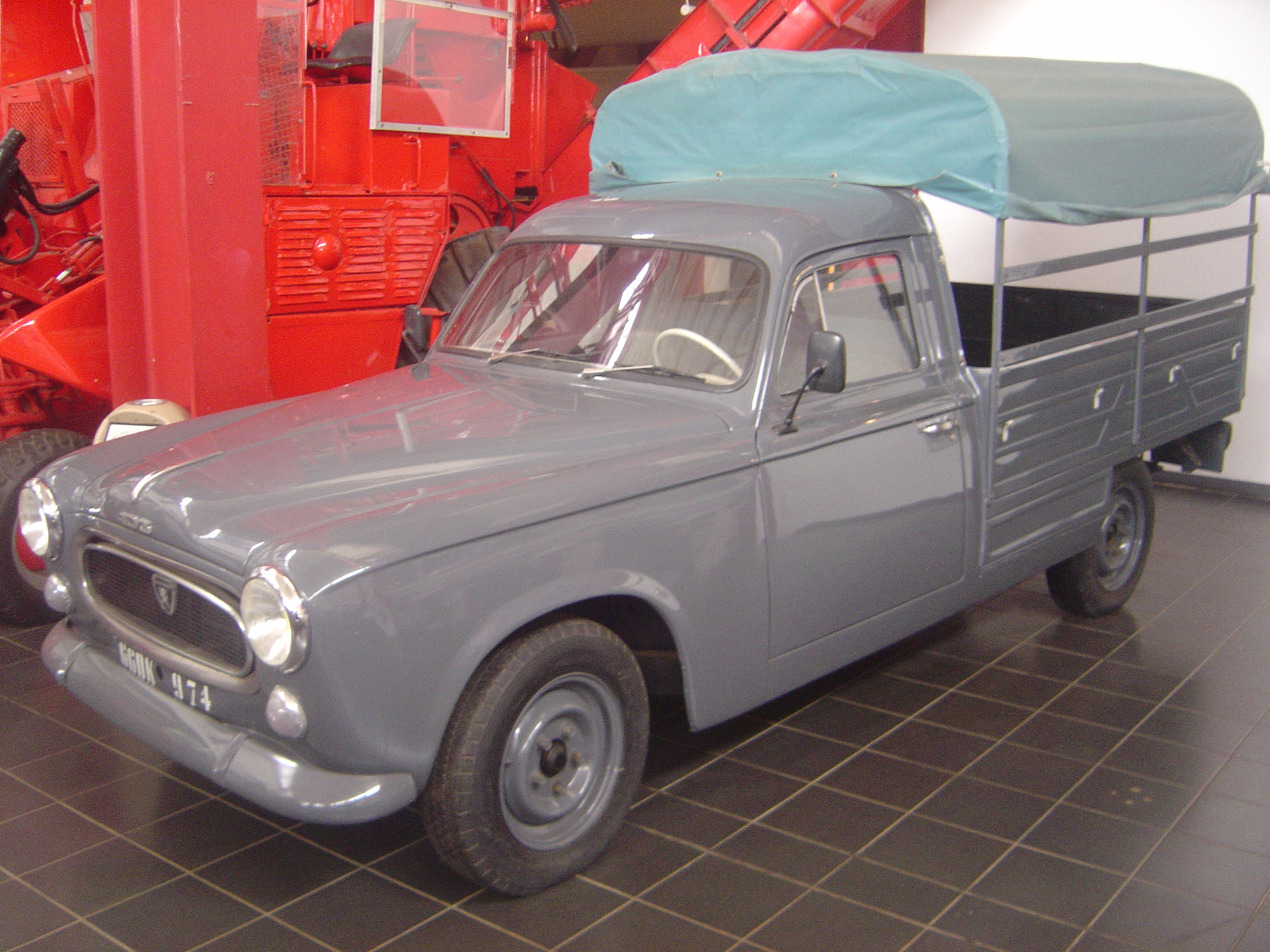
Pugeot 403 Camionette Bâchée

Subito dopo la chiusura del Salone di Parigi del 1956, vennero introdotte le versioni commerciali per il trasporto di merci, ossia: la 403 Commerciale, esteriormente simile alla Familiale ma con due sole file di sedili, delle quali la posteriore era abbattibile per aumentare la capacità di carico. Il livello di allestimento della Commerciale era molto semplificato e spartano. Vi furono anche l'arrivo della 403 Fourgonnette Tôlée (in pratica una Commerciale con una sola fila di sedili e con i vetri posteriori sostituiti da lamiere), della 403 Plateau-Cabine, ossia della versione con pianale posteriore carrozzabile secondo le esigenze del proprietario, la versione 403 Ambulance e la 403 Camionette Bâchée, ossia la versione pick-up, che poi altro non era che una Plateau-Cabine munita di sponde laterali abbattibili e coperta con un telone.
L'arrivo delle nuove varianti di carrozzeria fu l'occasione per alcuni aggiornamenti di dettaglio nella versione berlina: le bacchette direzionali furono sostituite con degli indicatori di direzione a lampeggiante, posti anteriormente proprio sotto i proiettori principali e posteriormente inglobati nei gruppi ottici; inoltre, una linea in acciaio comparve sulla fiancata, appena sopra le maniglie delle portiere; internamente, i due posacenere laterali vennero sostituiti da un unico posacenere centrale.
Nel gennaio del 1957 i copriruota divennero più grandi, mentre tre mesi dopo, ad aprile, arrivarono nuovi rivestimenti per i sedili. Nel mese di settembre dello stesso anno, i tergicristalli che fino a quel momento si muovevano l'uno verso l'altro, divennero a movimento parallelo. La valigetta degli attrezzi fornita di serie divenne più completa nella sua dotazione, mentre le portiere anteriori ricevettero una serratura a pulsante. In ottobre la lista optional si arricchì con l'arrivo di un nuovo cambio semiautomatico a 4 marce con frizione elettromagnetica Jaeger.
L'anno successivo la 403 cominciò a essere esportata oltre i confini europei: tra i nuovi mercati c'era quello statunitense, dove le 403 vennero esportate con qualche piccola differenza rispetto al modello europeo, come i cerchi mutuati direttamente da quelli della versione cabriolet, gli pneumatici a spalla bianca e la presenza dello specchietto retrovisore sinistro (le versioni europee non avevano retrovisori esterni).
Il Salone di Parigi del 1958 vide l'arrivo di nuovi aggiornamenti: il nuovo codice della strada francese impose l'eliminazione della testa di leone stilizzata dalla sommità del cofano motore. Al suo posto comparve una linea cromata longitudinale che tagliava in due il cofano stesso. Contemporaneamente, la denominazione del modello divenne più in rilievo sul cofano, mentre scomparve del tutto dalla coda. Nell'abitacolo, i rivestimenti in similpelle divennero granulati anziché lisci. Sempre nel 1958, la potenza del motore passò da 58 a 65 CV.
A novembre fu introdotta la 403 Diesel, prima Peugeot di serie a montare un motore a gasolio. Il suo propulsore TMD4 da 1816 cm³ aspirato raggiungeva una potenza massima di 48 CV, diciassette in meno rispetto alla versione a benzina, ma con maggiori doti di economia.
Nei primi mesi del 1959 venne modificato il clacson circolare, ridotto ora a un semicerchio, mentre i sedili anteriori divennero regolabili in altezza e nell'inclinazione dello schienale. A settembre ricevette altri aggiornamenti di dettaglio: i paraurti con rostri ridisegnati, la marmitta con terminale cromato e le modanature laterali non più arrotondate ma piatte.

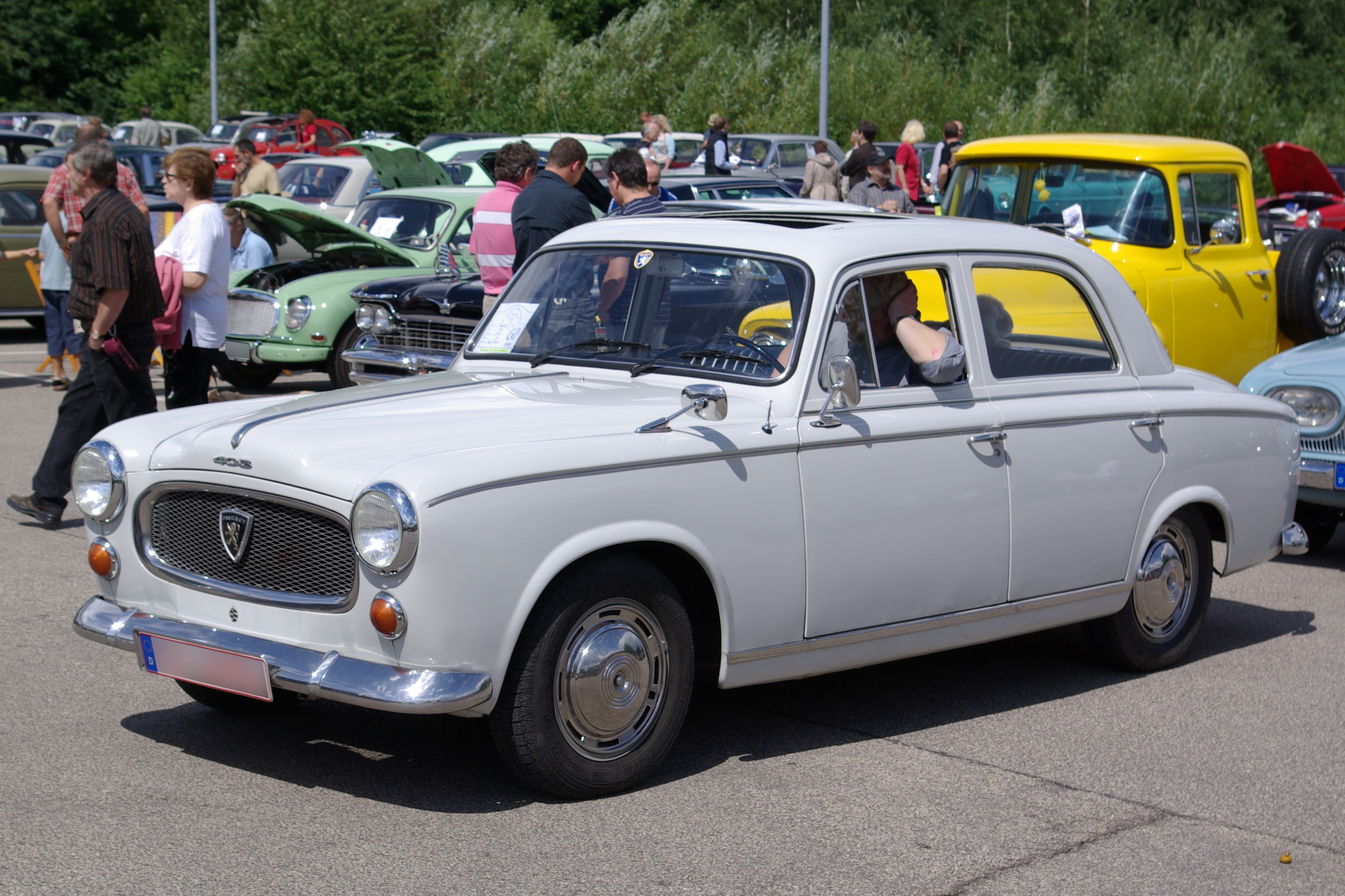
Peugeot 403/7

Nel 1960 la 203 venne tolta di produzione; per sopperire alla mancanza di un motore di fascia inferiore, venne quindi introdotta la 403/7, dove la cifra finale indicava i CV fiscali, sette anziché otto. Questa nuova versione montava il vecchio motore da 1290 cm³ che fino a quel momento equipaggiava la 203, con 54 CV contro i 58 CV della versione normale e contro i 42 CV della 203 uscente. Esteriormente la 403/7 era riconoscibile per la griglia a nido d'ape senza barra trasversale cromata, ma con uno scudetto Peugeot in posizione centrale.
Contemporaneamente vi fu anche il lancio della 404, versione più moderna e dotata di un motore di cilindrata superiore, perciò posizionabile un gradino più in alto. Tra le altre novità, anche la possibilità di avere la 403 Cabriolet con un hard-top al posto della capote in tela.
Nel luglio del 1961 la 403 Cabriolet venne tolta di produzione, mentre un anno dopo fu la volta delle versioni Familiale, Commerciale e Fourgonnette. 
Il 28 ottobre del 1966 fu la berlina a sparire definitivamente dai listini: gli ultimi esemplari furono venduti nel mese di dicembre. Nell'aprile del 1967 vennero tolte dal listino anche le ultime varianti rimaste, ossia la Plateau-Cabine, la Camionnette Bâchée e Ambulance.

#### Riepilogo caratteristiche
Di seguito vengono mostrate le caratteristiche delle varie versioni previste per la gamma 403 (esclusi i modelli furgonati e pick-up). I prezzi riportati sono in franchi francesi e si riferiscono al momento del debutto nel mercato domestico.
| Modello | Carrozzeria | Motore | Cilindrata cm³ | Potenza CV/rpm | Coppia Nm/rpm | Massa a vuoto (kg) | Velocità max | Anni di produzione | Prezzo al debutto |
| Versioni a benzina |             |        |                |                |               |                    |              |                    |                   |
| 403/7 | berlina     | TM5    | 1290           | 54/4500        | 93/2500       | 1.000              | 125          | 04/1960-10/1966    | 7.5001            |
| 403 | berlina     | TN3    | 1468           | 58/4900        | 101/2500      | 1.030              | 135          | 04/1955-09/1960    | 725.000           |
| 403 | berlina     | XB2    | 1468           | 65/4750        | 105/2500      | 1.030              | 140          | 09/1960-10/1966    | 8.6001            |
| 403 | Familiale   | TN3    | 1468           | 58/4900        | 101/2500      | 1.230              | 125          | 04/1956-09/1962    | 830.000           |
| 403 | Commerciale | TN3    | 1468           | 58/4900        | 101/2500      | 1.230              | 125          | 06/1956-09/1962    | 795.000           |
| 403 | Cabriolet   | TN3    | 1468           | 60/4900        | 101/2500      | 1.070              | 140          | 06/1956-07/1961    | 1.250.000         |
| 403 Diesel | berlina     | TMD    | 1816           | 48/4000        | 103/2250      | 1.100              | 105          | 11/1958-10/1961    | 1.075.000         |
| 403 Diesel | berlina     | XDP85  | 1816           | 55/4000        | -             | 1.100              | 110          | 10/1961/10/1966    | 10.6501           |
| 403 Diesel | Familiale   | TMD    | 1816           | 48/4000        | 103/2250      | 1.300              | 105          | 11/1958-09/1962    | 1.165.000         |
| 403 Diesel | Commerciale | TMD    | 1816           | 48/4000        | 103/2250      | 1.300              | 105          | 11/1958-09/1962    | 1.150.000         |
| Note: 1Prezzo espresso nella nuova valuta francese in vigore dal 1º gennaio 1960 (1 nuovo franco = 100 vecchi franchi) |             |        |                |                |               |                    |              |                    |                   |

#### Produzione

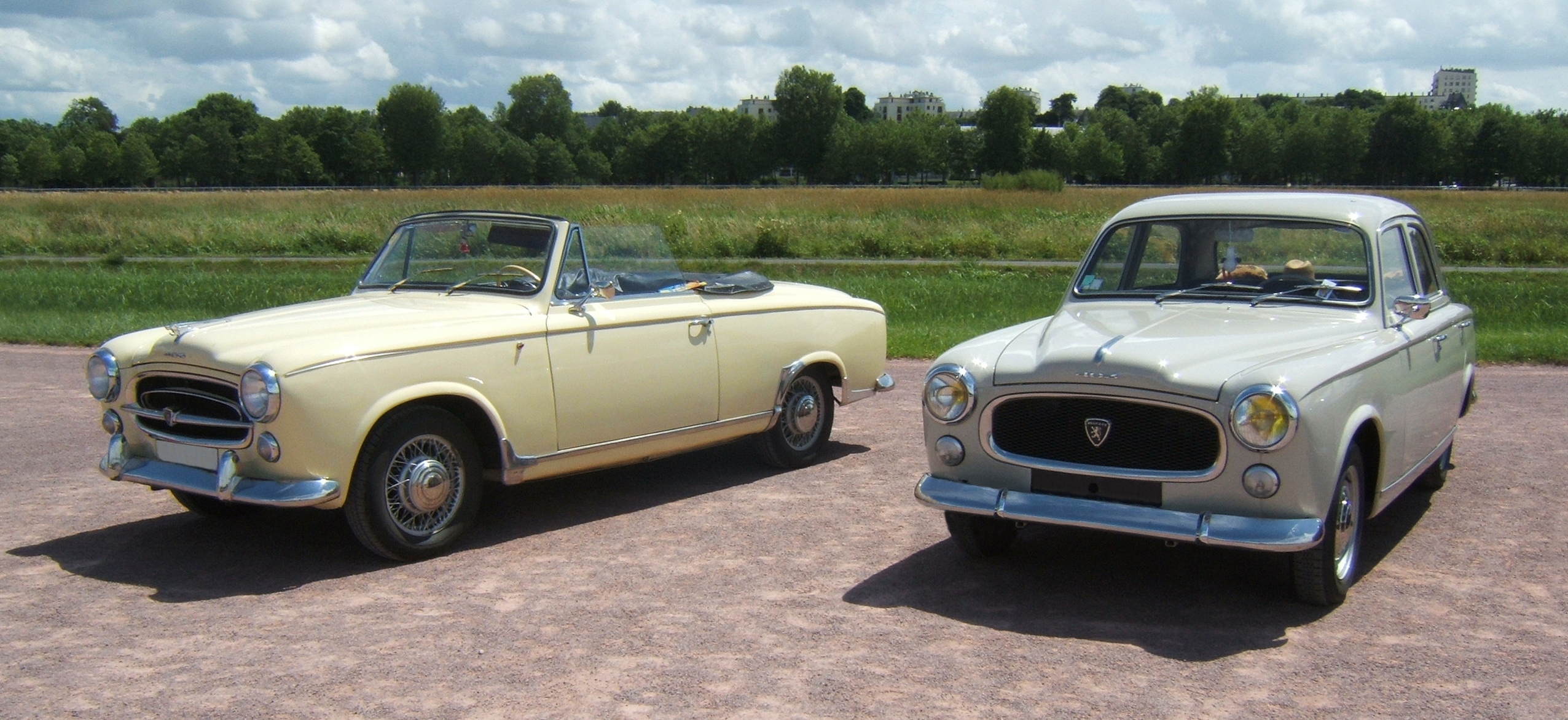
Una 403 berlina e una cabriolet

La 403 è stata prodotta complessivamente in 1.196.958 esemplari, così ripartiti:
- 403 berlina: 856.886 esemplari;
- 403 Familiale: 34.928 esemplari;
- 403 Commerciale: 112.601 esemplari;
- 403 Cabriolet: 2.050 esemplari;
- 403 Fourgonnette Tôlée: 6.892 esemplari;
- 403 Plateau-Cabine: 27.066 esemplari;
- 403 Camionnettes Bâchée: 155.709 esemplari;
- 403 Ambulance: 826 esemplari.

Per ogni versione elencata la produzione si intende comprendente tutte le motorizzazioni previste, che erano sia benzina sia diesel per tutte le varianti di carrozzeria, tranne che per le cabriolet e le versioni ambulanza, equipaggiate unicamente con motori a benzina.
Nell'estate del 1955, subito dopo il lancio della berlina, venne prodotto un prototipo di 403 Coupé, che però non ebbe alcun seguito produttivo in serie.

### Attività sportiva
La 403 ha avuto anche dei trascorsi sportivi di rilievo, in gran parte in diverse manifestazioni rallystiche tenutesi nel continente sudamericano e in quello africano. Infatti, se la 403 è stata impiegata anche nelle competizioni, ciò non si deve alla volontà dei vertici della sede centrale in Francia, quanto alla dirigenza delle sedi distaccate in questi due continenti. In seguito partecipò anche ad alcune manifestazioni europee, tra cui la Mille Miglia del 1959, dove si classificò prima di categoria con l'equipaggio Pozzati-Levi.
Il debutto nelle competizioni avvenne in Australia dove la vettura riuscì a classificarsi prima nella sua categoria al Tour d'Australia del 1955. Un'altra vittoria si ebbe nello stesso anno al Rally Viking, dove trionfò addirittura nella classifica generale.
La 403 racimolò numerose altre vittorie o comunque affermazioni ai primi tre posti. In totale, dal 1955 al 1965 si affermò in 88 gare, spesso con più di una vettura ai primi posti.